# Camille Dufour
Pour les articles homonymes, voir Dufour.
Ne doit pas être confondu avec Camille Dufour (peintre).
Camille Dufour est un ouvrier, syndicaliste et homme politique français, né le 20 septembre 1925 à Bétheny (Marne).

## Biographie
Syndicaliste à la CFTC puis à la CFDT, il décide en 1971 de prendre sa carte au Parti Socialiste renouvelé par François Mitterrand. Il est élu conseiller général du Creusot-Ouest en 1976, puis maire du Creusot en 1977. Cette victoire renverse plus d'un siècle de mainmise de la droite sur la municipalité, soutenue par les dirigeants de l'usine.
Il est président de la Communauté Urbaine du Creusot-Montceau-les-Mines de 1977 à 1989 et maire du Creusot de 1977 à 1995. Il a alors pris sa retraite politique, même s'il reste militant et disponible.
Passionné d'horticulture, il s'occupe depuis d'une association de jardinage et participe à la rédaction d'ouvrages sur l'histoire locale.